# Francesca Gentili
Francesca Gentili (Bolzano, 28 marzo 1990) è una pallavolista italiana, centrale del Montale.

## Carriera
La carriera di Francesca Gentili inizia nel 2005 quando entra a far parte della squadra federale del Club Italia, con la quale disputa il campionato di Serie B1: con la nazionale under 18 si aggiudica la medaglia di bronzo al campionato europeo 2007. Nella stagione 2007-08 passa all'Olimpia Teodora di Ravenna, sempre in Serie B1; con la nazionale under 19 vince la medaglia d'oro al campionato europeo di categoria.
Nella stagione 2008-09 fa il suo esordio nella pallavolo professionista grazie all'ingaggio dell'Esperia Cremona Pallavolo, in Serie A2. La stagione successiva passa al Verona Volley Femminile, sempre in serie cadetta, dove resta per due annate.
Nella stagione 2011-12 viene ingaggiata dal Robur Tiboni Urbino Volley, in Serie A1, dove gioca per due campionati, per poi passare nella stagione 2013-14 nel Neruda Volley di Bronzolo, neopromosso in serie cadetta.
Nell'annata 2014-15 torna nuovamente in Serie B1 per vestire la maglia dell'Idea di Bologna, dove resta per due stagioni: nella stessa categoria milita per l'Alba nella stagione 2016-17, per il Bedizzole nella stagione 2017-18 e per l'Offanengo in quella 2018-19.
Per il campionato 2019-20 firma per il Montale, in Serie A2.

## Palmarès

### Nazionale (competizioni minori)
- Campionato europeo under 18 2007
- Campionato europeo under 19 2008